# Danaina
Danaina es un subtribu de lepidópteros ditrisios de la familia Nymphalidae.

## Géneros
- Amauris
- Danaus
- Ideopsis
- Miriamica
- Parantica
- Tiradelphe
- Tirumala